# Karl Friedrich Loening
Karl Friedrich Loening (auch: Carl Friedrich Loening; ursprünglich bis 1857: Zacharias Loewenthal; * 4. August 1810 in Ladenburg; † 6. März 1884 in Jena) war ein deutscher Verleger.

## Leben
Zacharias Löwenthal war der Sohn des Kaufmanns Lemle (Johann Ludwig) Loewenthal und dessen Frau Dolzie (Theresia) geborene Dinkelspiel. Er heiratete am 4. Juli 1838 in Mainz Anna Reinach (1812–1892).
Lowenthal war ab 7. November 1829 Student an der Philosophischen Fakultät der Universität Heidelberg, die er im Herbst 1831 verließ. Im April 1833 lernte er Karl Gutzkow in München kennen und verlegte 1835 dessen Roman Wally, die Zweiflerin in seinem Mannheimer Verlag. Im Sommer 1833 war er Dr. phil. in München. Nach Studium und Promotion volontierte er von 1833 bis 1835 im Verlagsgeschäft bei Georg Reimer in Berlin, Campe in Hamburg und J. P. Streng in Frankfurt am Main. 1835 gründete Loewenthal seinen ersten eigenen Verlag in Mannheim. Mit seiner nur wenige Monate bestehenden C. Löwenthals Verlagshandlung wurde er zu einem der wichtigsten Verleger der literarischen Vormärz-Bewegung Junges Deutschland. Heinrich Heine nannte ihn 1843 „unseres jungen Deutschlands Buchhändler“. Der preußische Historiker und bekennende Antisemit Heinrich von Treitschke rechnete später Löwenthal mit Heine, Ludwig Börne, Rahel Varnhagen von Ense und Eduard Gans zu jenen fünf „orientalischen Chorführer(n)“, durch die „der jüdische Geist für kurze Zeit einen Einfluß auf die deutsche Literatur“ erlangt haben soll, „wie seitdem niemals wieder“.
Am 1. Juli 1844 gründete Löwenthal zusammen mit dem Frankfurter Kaufmann Joseph Rütten die Literarische Anstalt (J. Rütten), aus der später der Verlag Rütten & Loening hervorgehen sollte. Ein erster großer Erfolg des neuen Verlages war Heinrich Hoffmanns Struwwelpeter (1845). Im gleichen Jahr verlegte er auch das erste gemeinsame Buch von Karl Marx und Friedrich Engels, Die heilige Familie.
Seine Verlagstätigkeit führte zu politischen Auseinandersetzungen, in deren Folge er mehrfach aus Frankfurt ausgewiesen wurde. So verlor er 1847 die Aufenthaltsgenehmigung (er kehrte im Rahmen der Märzrevolution 1848 zurück). Nach der Hinrichtung des Abgeordneten Robert Blum unterzeichnete er einen Spendenaufruf zur Versorgung von Blums Kindern. 1852 wurde er erneut ausgewiesen. 1854 konnte er wieder in Frankfurt einreisen und erhielt am 21. Juni 1858 das Frankfurter Bürgerrecht. 1857 wurde er Mitglied der Frankfurter Freimaurerloge Zur Einigkeit.
1847 konvertierte Löwenthal gemeinsam mit seiner Frau vom jüdischen zum evangelischen Glauben (die Taufe erfolgte am 12. Mai 1847 in Frankfurt am Main) und nahm den Namen Carl Friedrich Loening an.
In der 13. Wahlperiode (1850) war er Abgeordneter der zweiten Kammer der Landstände des Großherzogtums Hessen. In den Landständen vertrat er den Wahlbezirk Oberhessen 11/Hungen.
1866 zog er nach Heidelberg und 1882/83 nach Jena, wo er 1884 starb. Ein Gemälde von ihm fertigte der bekannte Frankfurter Maler Moritz Daniel Oppenheim an.
Seine Söhne waren der Rechtswissenschaftler Edgar Loening (1843–1919) und der Jurist Richard Loening (1848–1913). Seine Tochter Marie Cäcilie Elise heiratete 1873 den Juristen, Rechtshistoriker und Politiker Otto von Gierke (1841–1921).

## Archivalien und Briefe
- Zacharias Loewenthal an die J. G. Cotta’sche Buchhandlung in Stuttgart. Zwei Briefe 5. und 6. Januar 1836 (Deutsches Literaturarchiv Marbach, Handschriftenabteilung)
- Zacharias Loewenthal an Karl Marx. 27. Dezember 1844.[13][14]
- Zacharias Loewenthal an Karl Marx. 15. Januar 1845.[15][16]
- Zacharias Loewenthal an Hermann Ebner. 24. Februar 1845.[17]
- Institut für Stadtgeschichte, Frankfurt a. M. Signatur: Sammlung Personengeschichte S2: 4.462 und Rechnei nach 1816 1.570 und 1.576